# Natalie Lowe
Natalie Lowe (Sídney, 15 de agosto de 1980) es una bailarina de salón y coreógrafa australiana. Famosa por haber sido una de las bailarinas profesionales de la versión australiana de Dancing with the Stars y la versión original británica Strictly Come Dancing de BBC One.

## Primeros años
Lowe creció en Sídney, Australia. Su familia vivía al lado de un estudio de baile de salón. A los 5 años, comenzó a tomar clases de baile después de ver bailar a su hermano y hermana mayores. Lowe se convirtió en un cuatro veces campeona australiana de baile de salón.

## Carrera

### Dancing with the Stars
Lowe se unió a la versión australiana de Dancing with the Stars de Seven Network en 2004 desde la primera temporada, siendo su primera pareja el atleta Matt Shirvington. Ella luego fue emparejada con el rugbista Ian Roberts, y ganó la temporada de 2006 con el futbolista australiano Anthony Koutoufides. Lowe luego fue emparejada con el actor de Home and Away, Tim Campbell, y en 2008 con el boxeador Danny Green. En 2023, Lowe regresó al programa en su vigésima temporada, teniendo como pareja al nadador olímpico James Magnussen.
| Temporada | Pareja              | Puesto | Promedio |
| --------- | ------------------- | ------ | -------- |
| 1         | Matt Shirvington    | 5.º    | 24.80    |
| 2         | Ian Roberts         | 2.º    | 23.43    |
| 5         | Anthony Koutoufides | 1.º    | 30.80    |
| 6         | Tim Campbell        | 3.º    | 34.58    |
| 8         | Danny Green         | 2.º    | 31.82    |
| 10        | James Magnussen     | 10.º   | 26.33    |

### Strictly Come Dancing
En 2009, Lowe compitió en Strictly Come Dancing desde la serie 7 donde fue emparejada con el actor de Hollyoaks, Ricky Whittle, logrando llegar a la final y terminando en el segundo puesto, perdiendo ante el presentador Chris Hollins y Ola Jordan. En la serie 8 tuvo como pareja al actor de EastEnders, Scott Maslen, con quien fue eliminada de la competencia en la semifinal en una doble eliminación, quedando en el cuarto puesto.
El 2011, Lowe volvió para la serie 9 del programa donde fue pareja del boxeador Audley Harrison, siendo la sexta pareja eliminada de la competencia y quedando en el noveno puesto. En la serie 10 de 2012, su pareja fue el excapitán de cricket Michael Vaughan; ellos fueron eliminados en la novena semana y quedaron en el séptimo puesto.
En 2013, se reveló que Lowe volvería para la serie 11, sin embargo, sufrió una lesión en el pie durante el entrenamiento y fue reemplazada por Aliona Vilani. Regresó para la serie 12 del programa, teniendo como pareja al subastador y presentador Tim Wonnacott, con quien fue eliminada en la cuarta semana quedando en el decimotercer puesto.
En marzo de 2015, ella ganó el especial de Comic Relief, The People's Strictly, con el soldado veterano Cassidy Little. Luego participó en la serie 13 formando pareja con el chef y presentador Ainsley Harriott, siendo eliminados en la quinta semana de la competencia y quedando en el duodécimo puesto. Ese mismo año volvió a competir con Little en el Especial de Navidad. Para la serie 14 en 2016, fue emparejada con el campeón olímpico de salto de longitud Greg Rutherford, siendo la octava pareja en ser eliminada y quedando en el séptimo puesto. El 4 de mayo de 2017, Lowe anunció su salida del programa después de siete series.

#### Rendimiento
| Serie | Pareja           | Puesto | Promedio |
| ----- | ---------------- | ------ | -------- |
| 7     | Ricky Whittle    | 2.º    | 35.89    |
| 8     | Scott Maslen     | 4.º    | 33.50    |
| 9     | Audley Harrison  | 9.º    | 22.71    |
| 10    | Michael Vaughan  | 7.º    | 25.00    |
| 12    | Tim Wonnacott    | 13.º   | 19.25    |
| 13    | Ainsley Harriott | 12.º   | 22.60    |
| 14    | Greg Rutherford  | 7.º    | 28.67    |

- Serie 7 con Ricky Whittle

| Semana                                             | Baile / Canción                               | Puntajes de los jueces  | Puntajes de los jueces  | Puntajes de los jueces  | Puntajes de los jueces  | Resultado      |
| Semana                                             | Baile / Canción                               | C.R.                    | L.G.                    | A.D.                    | B.T.                    | Resultado      |
| -------------------------------------------------- | --------------------------------------------- | ----------------------- | ----------------------- | ----------------------- | ----------------------- | -------------- |
| 2                                                  | Vals / «It Is You (I Have Loved)»             | 8                       | 9                       | 8                       | 8                       | Salvados       |
| 2                                                  | Rumba / «Stepping Stone»                      | 8                       | 8                       | 8                       | 8                       | Salvados       |
| 3                                                  | Pasodoble / «Spanish Gypsy Dance»             | 8                       | 9                       | 9                       | 9                       | Salvados       |
| 4                                                  | Salsa / «Dancing Machine»                     | 8                       | 8                       | 8                       | 8                       | Salvados       |
| 5                                                  | Vals vienés / «How Can I Be Sure»             | 8                       | 9                       | 10                      | 9                       | Salvados       |
| 6                                                  | Samba / «Good Lovin'»                         | 8                       | 8                       | 8                       | 8                       | Salvados       |
| 7                                                  | Quickstep / «Down with Love»                  | 9                       | 10                      | 10                      | 10                      | Salvados       |
| 8                                                  | Tango / «You Really Got Me»                   | 8                       | 9                       | 9                       | 9                       | Salvados       |
| 9                                                  | Jive / «Rip It Up»                            | 8                       | 9                       | 9                       | 9                       | Salvados       |
| 10                                                 | American smooth / «Over the Rainbow»          | 9                       | 8                       | 10                      | 9                       | Salvados       |
| 11                                                 | Rock and roll / «Hound Dog»                   | 7                       | 8                       | 8                       | 8                       | Dos últimos    |
| 11                                                 | Grupo Vals vienés / «Piano Man»               | Ganaron 9 puntos extras | Ganaron 9 puntos extras | Ganaron 9 puntos extras | Ganaron 9 puntos extras | Dos últimos    |
| 12                                                 | Foxtrot / «Too Marvelous for Words»           | 9/91                    | 10                      | 10                      | 10                      | Dos últimos    |
| 12                                                 | Chachachá / «Sunshine of Your Love»           | 9/101                   | 9                       | 10                      | 9                       | Dos últimos    |
| 13 (Semifinal)                                     | Vals / «Kissing You»                          | 9/91                    | 10                      | 9                       | 10                      | Salvados       |
| 13 (Semifinal)                                     | Tango argentino / «Verano Porteno»            | 9/101                   | 10                      | 10                      | 10                      | Salvados       |
| 14 (Final)                                         | Quickstep / «Down with Love»                  | 10/101                  | 10                      | 10                      | 10                      | Segundo puesto |
| 14 (Final)                                         | Lindy hop / «Sing, Sing, Sing (With a Swing)» | 8/91                    | 9                       | 9                       | 9                       | Segundo puesto |
| 14 (Final)                                         | Chachachá / «Sunshine of Your Love»           | 9/101                   | 9                       | 10                      | 10                      | Segundo puesto |
| 14 (Final)                                         | Showdance / «Last Dance»                      | 10/91                   | 10                      | 10                      | 10                      | Segundo puesto |
| 1Puntaje dado por la juez invitada Darcey Bussell. |                                               |                         |                         |                         |                         |                |

- Serie 8 con Scott Maslen

| Semana         | Baile / Canción                                          | Puntajes de los jueces  | Puntajes de los jueces  | Puntajes de los jueces  | Puntajes de los jueces  | Resultado       |
| Semana         | Baile / Canción                                          | C.R.                    | L.G.                    | A.D.                    | B.T.                    | Resultado       |
| -------------- | -------------------------------------------------------- | ----------------------- | ----------------------- | ----------------------- | ----------------------- | --------------- |
| 1              | Vals / «I Never Loved a Man (The Way I Love You)»        | 6                       | 7                       | 8                       | 8                       | Sin eliminación |
| 2              | Salsa / «Let's Hear It for the Boy»                      | 8                       | 8                       | 8                       | 8                       | Salvados        |
| 3              | Quickstep / «I Wan'na Be Like You (The Monkey Song)»     | 8                       | 8                       | 9                       | 9                       | Salvados        |
| 4              | Tango / «Allegretto»                                     | 8                       | 9                       | 9                       | 9                       | Salvados        |
| 5              | Vals vienés / «I Put a Spell on You»                     | 9                       | 10                      | 10                      | 10                      | Salvados        |
| 6              | Rumba / «Wishing on a Star»                              | 4                       | 9                       | 7                       | 8                       | Salvados        |
| 7              | Jive / «Hit the Road Jack»                               | 9                       | 10                      | 10                      | 10                      | Salvados        |
| 8              | Samba / «(Your Love Keeps Lifting Me) Higher and Higher» | 6                       | 8                       | 9                       | 9                       | Salvados        |
| 9              | American smooth / «Fly Me to the Moon»                   | 6                       | 7                       | 9                       | 9                       | Salvados        |
| 10             | Pasodoble / «James Bond Theme»                           | 8                       | 9                       | 9                       | 9                       | Dos últimos     |
| 11 (Semifinal) | Tango argentino / «Época»                                | 8                       | 8                       | 8                       | 9                       | Eliminados      |
| 11 (Semifinal) | Swing-atón / «In the Mood»                               | Ganaron 2 puntos extras | Ganaron 2 puntos extras | Ganaron 2 puntos extras | Ganaron 2 puntos extras | Eliminados      |
| 11 (Semifinal) | Charlestón / «Anything Goes»                             | 8                       | 9                       | 9                       | 9                       | Eliminados      |

- Serie 9 con Audley Harrison

| Semana | Baile / Canción                                      | Puntajes de los jueces | Puntajes de los jueces | Puntajes de los jueces | Puntajes de los jueces | Resultado       |
| Semana | Baile / Canción                                      | C.R.                   | L.G.                   | A.D.                   | B.T.                   | Resultado       |
| ------ | ---------------------------------------------------- | ---------------------- | ---------------------- | ---------------------- | ---------------------- | --------------- |
| 1      | Vals / «Angel»                                       | 3                      | 5                      | 6                      | 6                      | Sin eliminación |
| 2      | Salsa / «Don't Stop 'Til You Get Enough»             | 5                      | 6                      | 6                      | 6                      | Dos últimos     |
| 3      | Quickstep / «Too Darn Hot»                           | 5                      | 6                      | 6                      | 7                      | Salvados        |
| 4      | Foxtrot / «I Just Don't Know What to Do with Myself» | 6                      | 7                      | 6                      | 6                      | Salvados        |
| 5      | Jive / «Prologue»                                    | 3                      | 6                      | 6                      | 5                      | Dos últimos     |
| 6      | Vals vienés / «I'm with You»                         | 5                      | 8                      | 7                      | 7                      | Dos últimos     |
| 7      | Chachachá / «Uptight (Everything's Alright)»         | 3                      | 6                      | 6                      | 5                      | Eliminados      |

- Serie 10 con Michael Vaughan

| Semana | Baile / Canción                        | Puntajes de los jueces | Puntajes de los jueces | Puntajes de los jueces | Puntajes de los jueces | Resultado       |
| Semana | Baile / Canción                        | C.R.                   | D.B.                   | L.G.                   | B.T.                   | Resultado       |
| ------ | -------------------------------------- | ---------------------- | ---------------------- | ---------------------- | ---------------------- | --------------- |
| 1      | Vals / «If You Don't Know Me by Now»   | 5                      | 5                      | 6                      | 4                      | Sin eliminación |
| 2      | Jive / «This Ole House»                | 2                      | 5                      | 5                      | 4                      | Salvados        |
| 3      | Chachachá / «Hot Stuff»                | 3                      | 6                      | 6                      | 4                      | Dos últimos     |
| 4      | Quickstep / «That Old Black Magic»     | 8                      | 8                      | 8                      | 7                      | Salvados        |
| 5      | Foxtrot / «I Get the Sweetest Feeling» | 7                      | 8                      | 8                      | 8                      | Salvados        |
| 6      | Salsa / «I Want You Back»              | 5                      | 7                      | 7                      | 7                      | Salvados        |
| 7      | American smooth / «New York, New York» | 9                      | 9                      | 9                      | 8                      | Salvados        |
| 8      | Tango argentino / «Bust Your Windows»  | 6                      | 7                      | 7                      | 6                      | Dos últimos     |
| 9      | Samba / «Tequila»                      | 5                      | 7                      | 6                      | 6                      | Eliminados      |

- Serie 12 con Tim Wonnacott

| Semana                                           | Baile / Canción                    | Puntajes de los jueces | Puntajes de los jueces | Puntajes de los jueces | Puntajes de los jueces | Resultado       |
| Semana                                           | Baile / Canción                    | C.R.                   | D.B.                   | L.G.                   | B.T.                   | Resultado       |
| ------------------------------------------------ | ---------------------------------- | ---------------------- | ---------------------- | ---------------------- | ---------------------- | --------------- |
| 1                                                | Chachachá / «Shop Around»          | 3                      | 5                      | 5                      | 5                      | Sin eliminación |
| 2                                                | Vals / «When You Wish upon a Star» | 5                      | 6                      | 6                      | 6                      | Salvados        |
| 3                                                | Charlestón / «Money, Money»        | 2                      | 5/51                   | 5                      | 5                      | Salvados        |
| 4                                                | Pasodoble / «The Best»             | 3                      | 6                      | 5                      | 5                      | Eliminados      |
| 1Puntaje dado por el juez invitado Donny Osmond. |                                    |                        |                        |                        |                        |                 |

- Serie 13 con Ainsley Harriott

| Semana | Baile / Canción                   | Puntajes de los jueces | Puntajes de los jueces | Puntajes de los jueces | Puntajes de los jueces | Resultado       |
| Semana | Baile / Canción                   | C.R.                   | D.B.                   | L.G.                   | B.T.                   | Resultado       |
| ------ | --------------------------------- | ---------------------- | ---------------------- | ---------------------- | ---------------------- | --------------- |
| 1      | Tango / «Voulez-Vous»             | 4                      | 5                      | 6                      | 5                      | Sin eliminación |
| 2      | Salsa / «Don't Touch My Tomatoes» | 6                      | 7                      | 7                      | 6                      | Salvados        |
| 3      | Chachachá / «Boogie Wonderland»   | 3                      | 6                      | 6                      | 5                      | Dos últimos     |
| 4      | Vals / «What a Wonderful World»   | 6                      | 7                      | 7                      | 6                      | Salvados        |
| 5      | Jive / «Shake, Rattle and Roll»   | 4                      | 6                      | 6                      | 5                      | Eliminados      |

- Serie 14 con Greg Rutherford

| Semana | Baile / Canción                                       | Puntajes de los jueces | Puntajes de los jueces | Puntajes de los jueces | Puntajes de los jueces | Resultado       |
| Semana | Baile / Canción                                       | C.R.                   | D.B.                   | L.G.                   | B.T.                   | Resultado       |
| ------ | ----------------------------------------------------- | ---------------------- | ---------------------- | ---------------------- | ---------------------- | --------------- |
| 1      | Jive / «Get Ready»                                    | 6                      | 7                      | 7                      | 7                      | Sin eliminación |
| 2      | Tango / «Jump»                                        | 6                      | 7                      | 6                      | 7                      | Salvados        |
| 3      | American smooth / «(Everything I Do) I Do It for You» | 8                      | 8                      | 8                      | 8                      | Salvados        |
| 4      | Salsa / «Wrapped Up»                                  | 7                      | 7                      | 7                      | 7                      | Salvados        |
| 5      | Chachachá / «We Found Love»                           | 4                      | 6                      | 7                      | 7                      | Salvados        |
| 6      | Rumba / «Bring Me to Life»                            | 4                      | 7                      | 7                      | 8                      | Salvados        |
| 7      | Vals vienés / «You Don't Own Me»                      | 8                      | 8                      | 8                      | 8                      | Salvados        |
| 8      | Pasodoble / «Tamacun»                                 | 7                      | 8                      | 8                      | 8                      | Dos últimos     |
| 9      | Quickstep / «Born to Hand Jive»                       | 8                      | 8                      | 8                      | 8                      | Eliminados      |

### Otros trabajos
A partir de 2005, Lowe se unió al elenco del espectáculo de escenario de baile de salón Burn the Floor. Ella realizó una gira con el espectáculo durante cinco años. En marzo de 2013, Lowe lanzó FitSteps, un programa de acondicionamiento físico inspirado en la danza, con dos miembros de Strictly, el bailarín profesional Ian Waite y el exparticipante Mark Foster.

## Vida personal
En octubre de 2015, Lowe anunció su compromiso con el director de compañía, James Knibbs. Lowe conoció a Knibbs cuando se sentaron uno frente al otro en un viaje en tren a Londres. Se casaron en julio de 2018. En agosto de 2019 confirmó su primer embarazo. En diciembre de 2019 dio a luz a un niño, Jack James Knibbs.